# 무안읍
무안읍(務安邑)은 대한민국 전라남도 무안군의 읍이며, 또한 군청 소재지이다. 무안군 북부지역의 중심지가 되는 곳이며, 인구는 약 1만명이다. 신안군과 마찬가지로 목포시와 밀접한 관계를 가지며, 목포 시내버스 등으로 연계교통이 이루어져 있다. 목포-무안 통합이 성사되고 통합 무안시청이 이곳에 오면 발전할 가능성이 높다.  
2020년 인구는 10,646명이나 2024년 10월에는 10,793명으로 늘고 있다. 

## 개요
무안반도의 기부 대략 중앙에 위치하여 철도로부터 떨어져 있으나, 도로교통과 상업의 중심지로 5일장이 서며, 쌀, 담배, 면화의 집산시장이 위치하고 있다. 
현재 무안군은 무안군복합문화센터를 건립하고 세계 음악극 페스티벌을 개최하는 등 무안읍의 복지와 문화를 위해 힘쓰고 무안군 전체에서 인구 비중을 늘리려고 하고 있다. 
이곳도 나주까지는 아니지만 곰탕이 유명하다. 이곳은 또한 무안군 정치의 중심지이다.

## 역사
- 전통적으로 오랫동안 개항 때까지 무안, 목포의 중심지였다.
- 통일신라 이후 : 면주(綿州)
- 고려시대 : 무안현
- 조선시대 : 읍내면, 외읍면의 일부
- 1895년 9월 12일 : 읍내면, 외읍면
- 1931년 4월 1일 : 면성면으로 개칭
- 1957년 11월 6일 : 무안면 개편
- 1979년 5월 1일 : 무안읍으로 승격

## 법정리
- 교촌리 무안읍내가 있는 곳이며, 무안향교가 있고, 무안소방서, 무안군산림조합, 무안군보건소, 무안공공도서관, 승달문화예술회관, 무안교육지원청이 있는 곳이다.
- 성내리 이곳도 무안읍내가 있는 곳이며, 지금은 사라진 무안읍성이 있었지만 현재는 무안읍내의 약간 북쪽이다. 읍사무소, 무안농협, 하나로마트, 목포무안신안축협 본점이 있다.
- 고절리 용월리에서 왼쪽으로 가면 나오며, 무안교육지원청 외국어체험센터가 있다.
- 성남리 이곳도 무안읍내가 있는 곳이며, 과거에는 이곳이 무안읍성의 남쪽에 있었지만, 지금은 이곳이 무안읍내의 ½를 차지한다. 안경박물관, 무안경찰서, 무안우체국, 쉬기 좋은 물맞이골과 물맞이, 바람맞이 공원, 만창폭포가 있다.
- 성암리 서해안고속도로가 지나고, 무안2,3,4터널이 있고, 811번 지방도가 지난다. 성동리에서 오른쪽으로 가면 나온다.
- 성동리 이곳도 무안읍내가 있는 곳이며, 무안군청, 무안군법원, 무안버스터미널이 있다.
- 매곡리 무안광주고속도로가 지나며, KTX도 지날 곳이다. 고절리에서 북쪽으로 가면 나온다. 도산저수지가 있다.
- 신학리 평용리에서 더 가면 나오며, 건너편에 무안국제공항이 있다.
- 용월리 무안읍내의 북쪽에 있으며, 서해안고속도로의 나들목 무안IC와 백로 왜가리 번식지가 있다.
- 평용리 무안읍내의 남서쪽에 있다.

## 교육
- 무안초등학교 (성내리)
- 무안북초등학교 (폐교) - 무안읍 보평로 240 (고절리)
- 무안북중학교 (교촌리)
- 무안고등학교 (교촌리 → 성남리)
- 백제고등학교 (성남리)
- 초당대학교 (성남리)

## 교통
무안역이 코앞인 몽탄면에 있으며, 서해안고속도로가 지나 무안IC가 있다. 또 망운면에 무안국제공항이 있다. 무안국제공항으로는 공항로를 통해 갈 수 있다.
도로는 영산로(1번 국도), 무안로, 공항로(60번 국가지원지방도), 811번 지방도, 서해안고속국도(무안IC), 무안광주고속국도(나들목 없음)이 있다.